# Albert Hofbauer
Albert Hofbauer (* 30. Mai 1910 in Bad Aussee, Steiermark; † 4. Mai 1991 ebenda) war ein österreichischer Politiker (SPÖ).

## Leben
Nach Besuch der Volks- und Bürgerschule verdiente sich Albert Hofbauer seinen Lebensunterhalt als Arbeiter in einem Sägewerk. Später war er Gelegenheitsarbeiter und von 1933 bis 1938 Arbeiter in der Landwirtschaft. Ab 1946 arbeitete er in einer Saline.
Seine politische Karriere begann jedoch bereits 1930, als er zum Vorsitzenden der Sozialistischen Jugend in Bad Aussee gewählt wurde. 1949 folgte die Wahl zum Bezirksparteivorsitzenden der SPÖ in Rottenmann. 1950 übernahm er kurzzeitig die Funktion des Vizebürgermeisters von Bad Aussee.
Im Oktober 1952 zog er als sozialdemokratisches Mitglied in den Bundesrat in Wien ein. Nach seinem Ausscheiden aus der Länderkammer, im April 1953, wurde Hofbauer als Abgeordneter zum Landtag Steiermark vereidigt. Dem steirischen Landesparlament gehörte Hofbauer 15 Jahre lang, von 1953 bis 1968 an. Albert Hofbauer war der Schwiegervater des späteren Bad Aussee Bürgermeisters Otto Marl (SPÖ, 2000 – 2013).